# 샘 박
새뮤얼 로더데일 박(Samuel Lauderdale Park, 1985년 10월 1일 ~ )은 미국의 정치인이자 변호사로, 2016년 선거에서 조지아 하원의원에 당선되었다. 민주당 소속으로 101 지구를 대표한다.

## 어린 시절과 교육
조지아에서 태어나고 자란 샘 박은 한국 전쟁 난민의 손자이자 한국계 미국인 이민자의 아들이다. HOPE 장학금을 통해 박은 조지아 주립대학교에서 정치학 학사와 경제학 학사 학위를 취득하였다. 조지아 주립 대학교 법과 대학에서 법무박사, 아메리칸 대학교 워싱턴 법과 대학에서 법학석사 학위를 받았다.

## 초기 정치 경력
법과 대학 2학년 시절 박은 건강, 입법, 변호 과정을 수강하여 의학적으로 취약한 아이들에게 숙련된 간호 서비스를 제공하기 위한 법안의 초안을 작성하였다. 이것은 그가 조지아 주의회에서 일할 수 있는 첫 번째 기회였다. 2012년 입법 회기 동안 그는 당시 조지아 하원 민주당 간부회의 소수당 대표였던 스테이시 에이브럼스를 만나 인턴으로 일하였다. 2013년 입법 회기에서는 조지아 상원 민주당 간부회의 법률 인턴으로 근무하였다. 그 후 메릴랜드 주 상원의원 제이미 라스킨의 법률 보좌관으로 일하였다. 또한 제이슨 카터의 2014년 주지사 선거 운동과 존 오소프의 2017년 선거 운동에서 일하기도 하였다.

## 조지아 하원
박의 어머니는 말기 암 진단을 받고 공적 의료보험과 메디케어, 메디케이드를 통하여 치료를 받을 수 있게 되었고, 이것이 박이 정치 공직에 출마한 계기가 되었다. 당시 상대인 재임 중이던 공화당 대표 발레리 클라크가 선거 운동 기간 동안 호감을 샀음에도 불구하고 박이 51.1%의 득표율로 101 지구에서 승리하였다.
박은 조지아 주의회에 선출된 최초의 공개 동성애자이자 최초의 아시아계 미국인 민주당원이다. 2017년에 박은 조지아주 하원 민주당 원내총무의 부위원장으로 임명되었다.
2018년 박은 58.81%의 득표율로 재선에 성공하였고, 귀넷 주 하원 대표단의 부의장으로 선출되었다.

## 국가 정치
박은 2020년 민주당 전당대회 기조연설의 공동 연설자로 선정되었다. 박은 전당대회 기조연설에 참석한 최초의 한국계 미국인이었으며, 그와 말콤 케냐타, 로버트 가르시아는 민주당 전당대회 기조연설에서 동성애자임을 공개적으로 밝힌 최초의 인물이었다.